# European Launcher Development Organisation

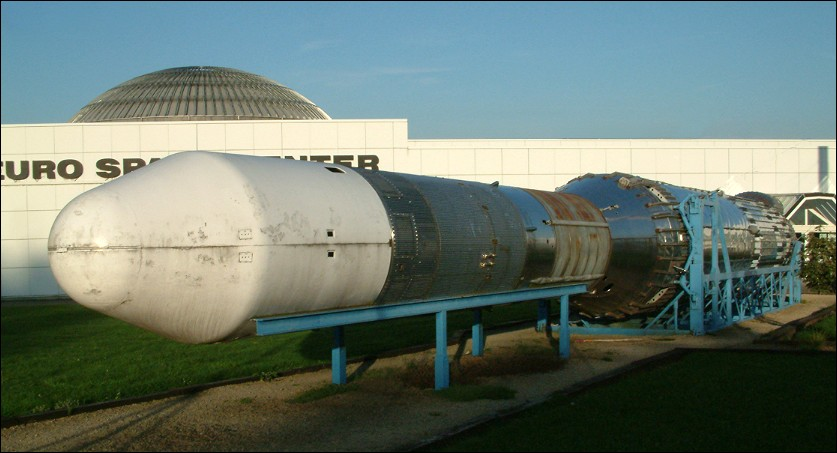
Europa II

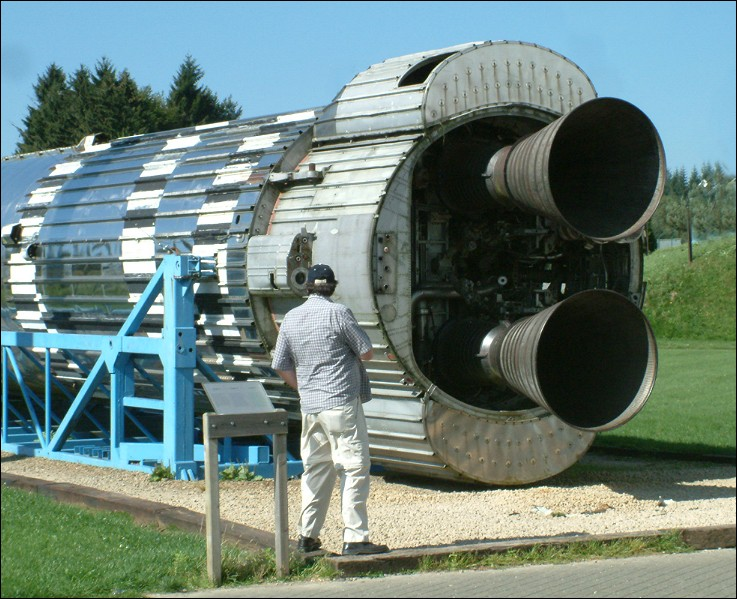
Rolls-RoyceRZ-12

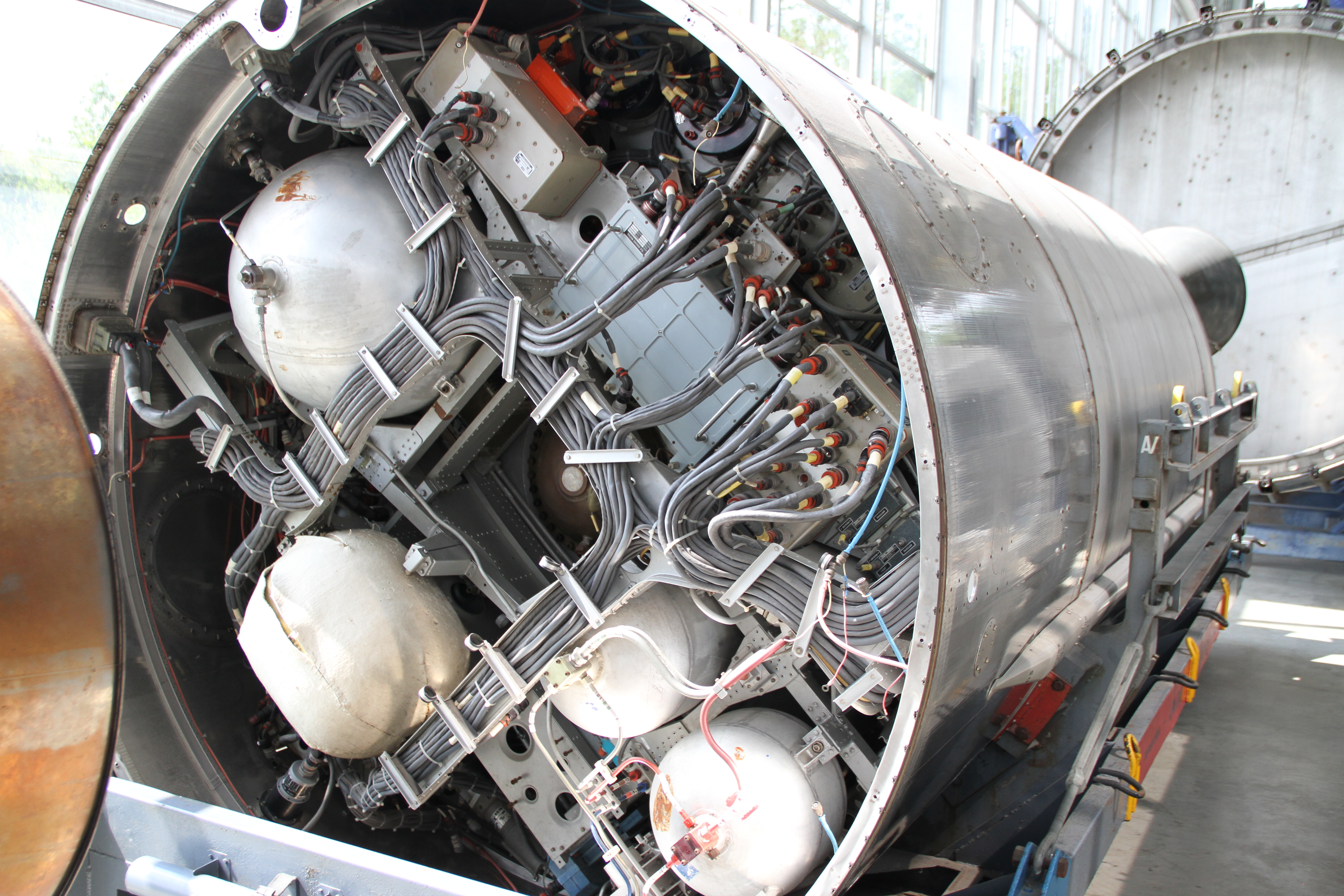
Coralie

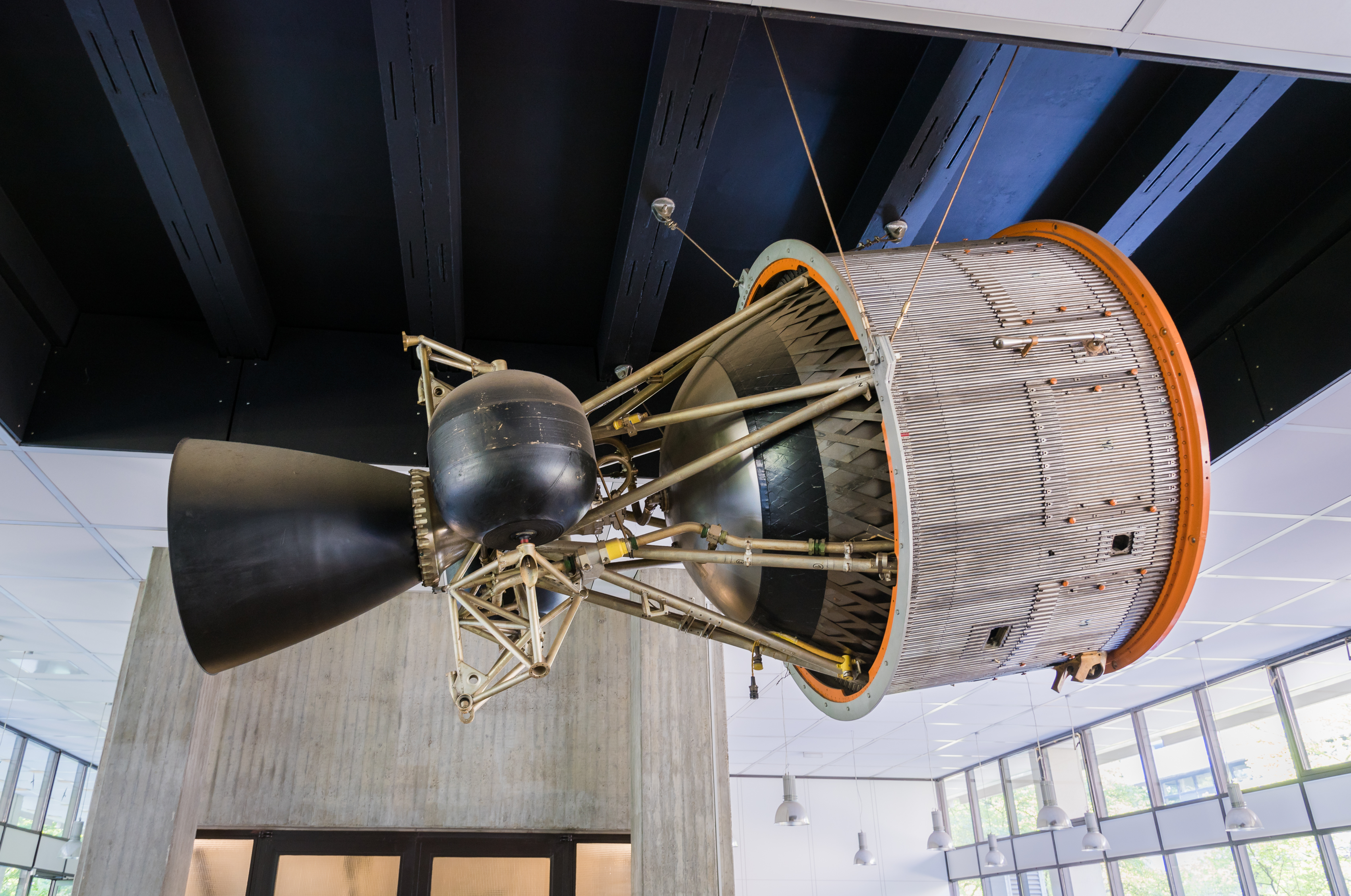
Astris

La European Launcher Development Organisation (ELDO), o Organizzazione Europea per lo Sviluppo di Vettori fu un consorzio internazionale formatosi negli anni 1960 per la costruzione del razzo vettore Europa.
Nell'aprile 1960 il Regno Unito cancellò il proprio programma Blue Streak e si propose per collaborare alla realizzazione con altre nazioni europee di un razzo a tre stadi in grado di portare un carico di una tonnellata nell'orbita terrestre bassa. Il consorzio era formato da Belgio, Francia, Germania, Italia, Paesi Bassi e Regno Unito oltre che dall'Australia come membro associato. Le fasi preliminari ebbero inizio nel 1962 mentre la creazione ufficiale dell'ELDO venne sancita nel 1964 dai paesi membri.
Nel 1974 l'ELDO fu unita all'European Space Research Organization per formare l'Agenzia Spaziale Europea.